# فرانسيسكو دي بولا مارين
كان الدون فرانسيسكو دي بولا مارين (1774- 1837) إسبانًا مؤثرًا في مملكة هاواي المبكرة. اعتادوا أن يطلقوا عليه مانيني ماريني أو أسماء أخرى، أصبح أحد المقربين من ملك هاواي كاميهاميها الأول. كان مارين يعمل في كل المجالات، حتى أنه أحيانًا كان بمثابة طبيب وربما دون أي تعليم رسمي، ويعود له الفضل في تقديم العديد من المنتجات الزراعية.

## حياته
ليست حياة مارين المبكرة معروفة بشكل عام، لكن من المحتمل أنه وُلد 25 نوفمبر عام 1774 في شَريش دي لا فرونتيرا، منطقة في أسبانيا تقع بالقرب من قادس. كان والده جوان مارين وأمه ماريا جراسي. من المحتمل أنه كان طيارًا متدربًا على متن سفينة مرتبطة ببعثة أليساندرو مالاسبينا إلى نوتكا ساوند وجزيرة فانكوفر. وهجر في مرحلة ما الأسبان وجاء على متن الشراعية الأمريكية ذات الصارين، لايدي واشنطن، بقيادة الكابتن جون كيندريك. وصل إلى جزر هاواي في 1793 أو 1794. أصبح مترجمًا ومستشارًا في حيازة واستخدام الأسلحة العسكرية الغربية للملك كاميهاميها الأول الذي كان يستولي على جزيرة أواهو في معركة نويوانو. أُعطى مارين قطعة أرض مقابل خدمته، تقع في هونولولو حاليًا بالقرب من بيرل هاربور. ذهب برحلة أخرى واحدة على الأقل خارج الجزر. في عام 1804، ذهب كطيار مع الكابتن جيمس روان من فريق هازاردز، حيث كان يترجم فوريًا لروان من لغة الأميركيين الأصليين في شمال غرب المحيط الهادئ.

## الدبلوماسية والبستنة
بالرغم من رحيله عنهم، حافظ مارين على علاقات جيدة مع الأسبان في ألتا كاليفورنيا. كان جذابًا بطبيعته، وكان أيضًا يتمتع بعلاقات جيدة مع القراصنة مثل هيبوليت بوشارد في زيارته عام 1818، والملاح الفرنسي لويس دي فريشينت في عام 1819. غالبًا ما كان يطلب البذور والنباتات والحيوانات ويحصل عليها، ثم جرب زراعة أنواع جديدة من الفاكهة والخضراوات في جزر هاواي. هو أول من زرع كرم العنب في هاواي في عام 1815، وأنتج أول نبيذ وبراندي. قطَّر قصب السكر في الروم، وأجرى التجارب على البيرة. في عام 1813، زرع مارتين جزر هاواي بأول محصول لها من الأناناس، ويُنسب الفضل له عادةً في زراعة أول محاصيل من القطن والمنجا والبرتقال. ربى بعضًا من الخيول والماشية الأولى. قد تكون بعض هذه المنتجات نبتت في حدائق منزلية، إلا أنه أدار أول عملية زراعة تجارية ذات أسلوب غربي. أصبح منزله نُزلًا، فقد كان يؤجر غرفًا ويقدم وجبات الطعام للتجار الزائرين.
وبصفته متحدثًا بعدة لغات، كان السلك الدبلوماسي غير الرسمي لهونولولو، إذ عمل محاسبًا ومحصلًا للضرائب لأنه باع منتجاته لسفن إعادة التخزين. أُرسل في أبريل 1819 كي يعود كاميهاميها العليل بصفته طبيبًا ملكيًا بحكم الأمر الواقع وبقي مع الملك حتى وفاته في 8 مايو. كان الملك الجديد كاميهاميها الثاني ورفيقه الشاب الفرنسي السكير جان بابتيست رايفس سعيدين بتقديم مقبلات مارين للزوار. في 10 ديسمبر 1819، كلَّف كاميهاميها الثاني مارين رسميًا نقيبًا في جيش هاواي.

## العائلة
كان مارين معروفًا أيضًا بعائلته المكونة من ثلاث زوجات من سكان هاواي الأصليين والعديد من الأطفال. العدد الدقيق لنسله غير معروف بالضبط بسبب توقه للمغالاة. تزوجت إحدى بناته من المعماري البرتغالي أنطونيو فيريرا، الذي بنى في عام 1810 أحد المنازل الحجرية الأولى في هونولولو لعائلة مارين. تزوجت الابنة كروز مارين من الكابتن البحري الإنجليزي جوزيف موغان. كان لدى الابنة لاهيلي أطفال من القنصل الأمريكي جون كوفين جونز (رغم أن جونز كان متزوجًا بالفعل). أسس كل من سونز نيكولاس وبول ف. مارين بعض المنشآت التجارية المبكرة للواجهة البحرية. تزوجت ابنته أنطوانيت ف. مانيني (1832-1905) من رجل الأعمال ليمان سوان في عام 1851. بالرغم من اتهام سوان بالاحتيال في هاواي، انتقلت العائلة إلى سانتا كروز بكاليفورنيا وأصبح أفرادها مستقرين في المجتمع الأول هناك. كتب مارين إلى الحاكم لويس أنطونيو أرغويلو عن الذهاب إلى ألطا كاليفورنيا بنفسه، لكنه أُخبره أن زوجاته المتعددات غير مرحب بهن.

## الدين
بالرغم من تعدد زوجاته، فضل مارين الكنيسة الرومية الكاثوليكية. حين وصل القساوسة الأوائل كانت عائلته المتزايدة تشكل جزءًا رئيسيًا من المجمع. عمل كمترجم فوري عندما وصل المبشرون المسيحيون الأوائل في عام 1820. عندما وصل ريتشارد تشارلتون، أول مندوب تجاري بريطاني رسمي، أحضر خطابًا مُرسلًا إلى مارين جاء فيه أن الأرض يجب أن تُسلم إلى القنصلية. حين أصر تشارلتون على ادعائه، أخرج عقد إيجار كان مارين شاهدًا عليه.